# タイピングソフト
タイピングソフトとは、主にパーソナルコンピュータ(PC)において、タッチタイピングを習得するために供されるソフトウェアである。打鍵練習ソフト（だけんれんしゅうソフト）。

## 概要
価格形態で大まかに分ければ、主にボランティア製作の自由ソフトウェア/無料ソフトウェアとPCソフトメーカーが提供する有料ソフトの2種類がある。有料ソフトにはユーザーを飽きさせず、無理なくタッチタイピングを習得できるような工夫がされており、近年では娯楽性を高めたゲームに近い製品も多い。タイピングソフトによって異なるが、大部分はスキルレベルの段階に応じた難易度設定ができるようになっており、初心者はホームポジションの練習から始めることが多い。アドベンチャーゲーム型のようなゲーム性を追求したソフトでは一定レベルをクリアできないと、高レベルの問題に挑戦できないこともある。
パソコン用ソフトとしては黎明期から存在するものの一つであり、多くのメーカー製PCにバンドルされているほか、オフィススイートに含まれている例もある。
近年では、アニメ、コミック、ゲームから題材を採ったタイアップパッケージソフトが多く、一種のコレクターズアイテムと考えているむきもある。
キーボードを接続できる家庭用ゲーム機の中には、ゲームソフトとしてラインナップされていることもある。また、ザ・タイピング・オブ・ザ・デッドやルパン三世 THE TYPINGのようにアーケードゲームとしてゲームセンターに置かれたソフトも存在する。

## 主なタイピングソフト
- 頭文字D タイピング関東最速プロジェクト
- 頭文字D 高橋涼介のタイピング最速理論
- A-TYPE ayumi hamasaki touch typing software
- SDガンダム GGENERATION
- Ozawa-Ken
- 歌謡タイピング劇場
- キーボー島アドベンチャー
- 鬼畜眼鏡R
- クムドールの剣
- ココアの桃太郎たいぴんぐ
- ザ・タイピング・オブ・ザ・デッド
- ザ・タイピング・オブ・ザ・デッド 2
- 喰人王
- 新世紀エヴァンゲリオン タイピング-E計画
- 新世紀エヴァンゲリオン タイピング補完計画
- 寿司打
- 特打
- バトル&ゲット! ポケモンタイピングDS
- 北斗の拳 激打MAX
- 美佳のタイプトレーナ